# Jizzax (provincie)
Jizzax is een provincie (viloyat) van Oezbekistan.
Jizzax telt naar schatting 1.290.000 inwoners op een oppervlakte van 20.500 km².

## Demografie
Jizzax telt ongeveer 1.290.000 inwoners (2017).
In 2017 werden er in totaal 31.600 kinderen geboren. Het geboortecijfer bedraagt 24,5‰. Er stierven in dezelfde periode 5.400 mensen. Het sterftecijfer bedraagt 4,2‰. De natuurlijke bevolkingstoename is +26.200 personen, ofwel +20,3‰. 
De gemiddelde leeftijd is 27,4 jaar (2017). De gemiddelde leeftijd is lager dan de rest van Oezbekistan.
Andizan · Buchara · Fergana · Jizzax · Namangan · Navoiy · Qashqadaryo · Samarkand · Sirdarjo · Surxondaryo · Tasjkent · Xorazm

Stad: Tasjkent

Autonome republiek: Karakalpakstan